# Emblyna burjatica
Emblyna burjatica là một loài nhện trong họ Dictynidae.
Loài này thuộc chi Emblyna. Emblyna burjatica được miêu tả năm 1994 bởi Danilov.